# Труба (группа)
Труба — украинская рок-группа из Харькова, созданная Сергеем Трубаевым. Свой стиль создатель группы определяет не иначе как люли-буги. Музыкально группе близки фолк-рок, панк-рок и пост-панк, new wave, советский рок 80х, городской (дворовый) песенный фольклор и отголоски глэм-рока. Тексты группы полны иронии, аллюзий на артефакты высокой классической культуры и масс-культуры.

### История
Первые попытки играть рок-н-ролл Сергей Трубаев предпринимал еще в 90-х годах. Именно тогда, в 96 году, появилось название у, еще несуществующей полноценно, группы — «Труба». К этому времени относятся песни, которые потом войдут в первый официальный альбом группы — «Ядра», 2008 года. Речь идет о композициях «Звездочка», «Странная песенка», «Страдания а-ля ББ», «Тибетская» и др. В этот период Сергей Трубаев выступает в основном с акустическими концертами. Однако в 1998 году он с единомышленниками записывает трек «Оптимистическая трагедия» на студии Клима (экс-гитариста группы «Разные люди»). Этот трек, записанный в жесткой панк-роковой манере, участвует в чарте рок-исполнителей на местном радио.
В начале 2000х у Трубаева появляется стабильный состав. До середины нулевых команда активно концертирует как в родном Харькове, так и в других городах СНГ. Однако в 2006 году группа приостанавливает свое существование, состав распадается, а Сергей Трубаев выступает сольно или же с различными сессионными музыкантами. На одном из концертов Трубаев знакомится с Сергеем Ковалевым (баян, харп), который затем станет самым постоянным членом команды и примет участие в записи практически всех альбомов и синглов группы.
В 2008 году записывается полноценный альбом группы «Ядра», состоящий в основном из старых песен. С этого момента по утверждению самого отца-основателя, Сергея Трубаева, начинается официальная история группы.
В 2009 году заглавная композиция альбома — «Ядра» включена в саундтрек фильма Павла Санаева «На игре». Группа концертирует, собирая полные залы андеграундных клубов, однако музыканты в скором времени расходятся, и состав группы снова меняется. В «Трубе» появляется новый гитарист Алексей Карташев, который активно принимает участие в творчестве группы как в студии, так и во время «живых» выступлений команды. В это время группа активно работает над новым материалом, и в ноябре 2010 года на лейбле «Бомба-Питер» группа «Труба» выпускает новый альбом «Думаю такое».
В 2011 году «Труба» получила специальный приз жюри московского фестиваля памяти знаменитого музыканта Папы Лёши (Алексея Бармутова), а кавер-версия песни «Вот умру я, умру…» стала заглавным треком трибьют-альбома Папы Лёши «Настал тот день». В этом же году текст песни Сергея Трубаева «Февраль» включен в сборник поэтических и художественных посвящений А. Башлачёву «Ставшему ветром», а в августе Сергей Трубаев перезаписывает ставшую уже хитом песню «Ядра». Сингл выходит под названием — «ЯДРА (Одингл-2011)». С этой композиции начинается плодотворное сотрудничество с Сергеем Кондратьевым (Флэнджером) и студией М.А.Р.Т. В следующем году на этой студии «Труба» выпускает еще один сингл «Плюнь! (синь-гл)».
Несмотря на явные успехи, противоречия в группе привели к новому распаду — из группы уходит бас-гитарист и ударник, и концертная деятельность «Трубы» претерпевает ряд существенных изменений. Сергей Трубаев экспериментирует с различным звучанием, например, в группе появляются клавишные. В этот период к концертной деятельности «Трубы» подключается Денис Ковалев (группа «Действо»), который в период альбома «Ядра» уже принимал участие в группе Сергея Трубаева. Со временем и остальные участники группы «Действо» подключаться к живым выступлениям группы «Труба».
В сентябре 2017го на студии М.А.Р.Т. и лейбле «Бомба-Питер» выходит альбом «Ла-бар-дан-с». В альбом вошли песни, которые уже игрались на концертах начиная с 2010 года, однако так и не были записаны на студии в свое время. На пластинке также присутствует кавер-версия песни таганрогского панк-исполнителя Юрия Несова «Лето уходит».
В 2019 году Сергей Трубаев реализует украиноязычный проект «Труба&Д.Коло» — трінгл «Позаяк», в который входит три композиции: «Попсували», «Бездрики летять», «Бачив Чернигів?».

## Отзывы в прессе
«А вот и они — лучшие традиции. Харьков в этом смысле никогда в долг не просил. Густоплясовой этно-рататуй требует немедленно жахнуть шапкой об пол или рвануть на телеге с горы. И с чувством юмора у ТРУБЫ все в порядке — с тем самым здоровым чувством юмора, которое вытаскивает за уши из любой тотальной депрессухи или болотного уныния. Со временем подобные песни должны становиться фольклором, уходя в народ, чтобы через сто лет кто-то сказал: „Вот он, русский рок во всей своей красе!“ — - Старый Пионэр, neformat.ru
»Мотаешь головой, перечитываешь: люли-буги… Придумают же люди… На самом деле, речь идет о маргинальном ска с разбитными шансонными интонациями и очень смешными текстами. Группа Труба вообще умеет писать улыбчиво и звонко… «Труба» — близкие родственники Карла Хламкина, Ундервуда, Запрещенных барабанщиков и прочих веселых русско-народных групп, которые критики политкорректно зовут «фолк-панком» — — zvuki.ru
«Их акустический фолк-рок удается им без особых заигрываний — как с персонажами русского народного рока, так и с героями русского (и не только русского) фольклора. Чувство юмора — это то, что иногда спасает честь и достоинство рок-музыканта. И Сергея Трубаева оно спасает» - из журнала Fuzz
«Нет конъюнктуры, все свежо, динамично и просто для восприятия, как трусы за 38 копеек (были такие в СССР, их еще называли „семейные“). Но, на самом деле, делать такую музыку, как говаривал профессор Преображенский, очень непросто» — из журнала «Болты и Гайки»
«Трубаевскому рок-н-роллу присущи такие славянские черты, как бесшабашность, ирония, некая обреченность, слегка закамуфлированная веселым цинизмом, точность и честность в оценке всего мелькающего перед глазами» — из еженедельника «ХО»

## Дискография

#### Альбомы
- 2008 — «Ядра»
- 2010 — «Думаю такое», Бомба-Питер
- 2017 — «Ла-бар-дан-с», М.А.Р.Т., Бомба-Питер

#### Синглы
- «ЯДРА (одингл)», 2011, М.А.Р.Т.
- «Плюнь! (синь-гл)», 2012, М.А.Р.Т.

#### Трингл
- 2019 — Труба&Д.Коло — «Позаяк», М.А.Р.Т.